# Trot (mitologija)
Trot je slovensko bajeslovno bitje, ki je premagalo kačo s perutmi. Trot je Kresnikov brat, oba pa sta povezana z grmenjem in bliskanjem in sta zato oba sorodna bolj znanemu slovanskemu bogu Perunu. Čeprav je Trot označen kot brat sončnega boga Kresnika, danes ni jasno ali sta imela oba istega bajeslovnega očeta ali pa sta veljala le za polbrata. Po izročilu se Trot skupaj s Kresnikom vozi po nebu v zlati gromovniški kočiji, ko pa Kačja kraljica nad njiju pošlje kačo s perutmi, slednjo Trot pokonča s svojo zlato sekiro. Ime Trot je prastarega poganskega izvora- ime tega junaka-božanstva zasledimo v vzhodnoalpskih toponimih (Trot, Trotkova, Trotkovski vrh, Trotovnik, Trotovškov dol), na Češkem pa obstaja oznaka Trut. Uganka o Trotovi povezanosti s Perunom ostaja nerešena: tako nekateri istovetijo Peruna in Kresnika, drugi pa Trota in Kresnika. Etimološko ime Trot razlagajo iz staroslovanskega *tratə v pomenu borec, nasilnik (Krek) ali pa iz trotiti v pomenu udarjati, tolči (Ramovš).